# Shemar Moore

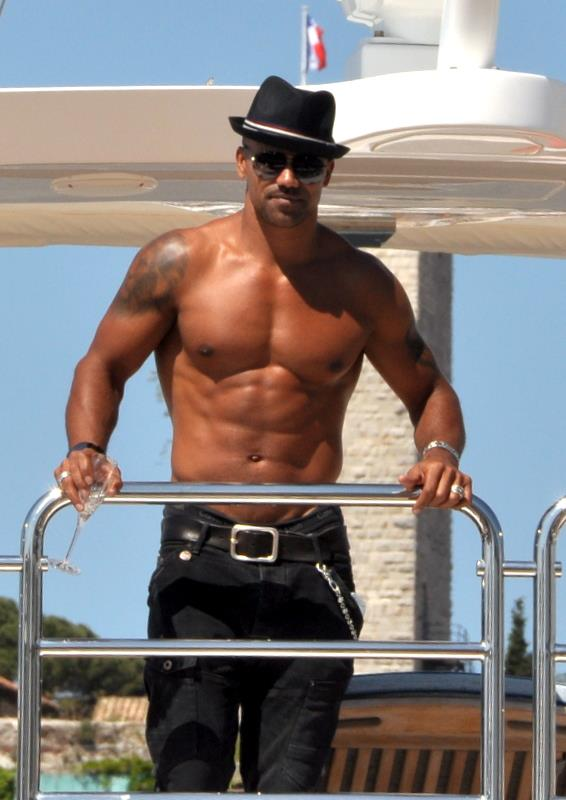
Shemar Moore i Cannes 2012

Shemar Franklin Moore, född 20 april 1970 i Oakland, Kalifornien, är en amerikansk skådespelare och fotomodell. Han spelade rollen som Malcolm Winters i den amerikanska såpoperan The Young and the Restless och rollen som Derek Morgan i den amerikanska kriminalserien Criminal Minds. Samma år (2017) som han slutade i Criminal Minds fick han huvudrollen somSergeant Daniel "Hondo" Harrelson i TV-serien S.W.A.T.